# Catafyl

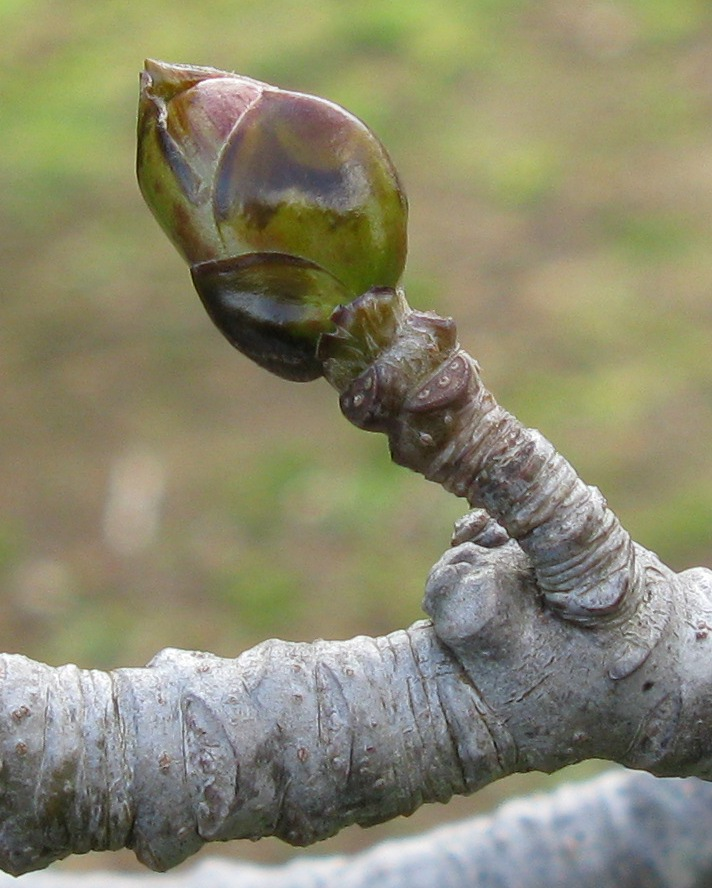
Catafyllen bedekken een knop van de amberboom.

Een catafyl (Oudgrieks: κατά/kata = 'naar beneden', φύλλον/phullon = 'blad') of laagteblad  is een afwijkend, meestal schubvormig blad van een plant, dat laag aan de stengel of tak is geplaatst. 
De primaire functie van het catafyl is hoogstens in beperkte  mate de fotosynthese. Het catafyl dient voornamelijk voor voedselopslag, versteviging van de structuur of bescherming van andere delen van de plant. Meestal sterven de catafyllen af nadat ze hun beschermende functie vervuld hebben, soms blijven ze hun functie behouden nadat ze afgestorven zijn.
Een voorblad (profyl, profyllum) is ook catafyl. Een voorblad is het eerste blad of de eerste twee bladeren onder aan een zijscheut, die te onderscheiden zijn in vorm en afmetingen (vaak kleiner) van de daaropvolgende bladeren. Als ze de basis van de zijtak (vrijwel) omgeven, zoals bij de cypergrassen, worden ze "cladoprofyllum" genoemd.
De zaadlobben van een kiemplant worden algemeen als catafyllen gezien. Sommige biologen beschouwen ook doornen of stekels, kroonbladeren van een bloem of de rokken of schubben van een bol als catafyllen.